# Ercan Demir
Ercan Demir (* 19. Mai 1970 in Alaca, Provinz Corum, Türkei) ist ein ehemaliger türkischer Bodybuilder.

## Leben
Demir kam im Alter von zehn Jahren als Sohn türkischer Einwanderer (Arbeiter) nach München. In seiner Jugend spielte er Fußball unter anderem in den Jugendabteilungen des TSV 1860 München und des FC Bayern München, musste seine Karriere jedoch mit 16 wegen eines Kreuzbandrisses aufgeben.
Demir, der sich nun dem Bodybuilding widmete, gewann mit 18 Jahren seinen ersten Titel, die Münchner Stadtmeisterschaft. Im Laufe der Jahre folgten weitere Titel, unter anderem wurde er Juniorenweltmeister, Europameister sowie Vizeweltmeister in Amman. 1999 erlitt er am Bizeps einen Gewebeschaden. Aufgrund der fehlenden Symmetrie seines Körpers musste er das Wettkampfbodybuilding vorzeitig beenden. Anschließend eröffnete er in der Münchener Ludwigsvorstadt ein Fitnessstudio. Seinen letzten Wettkampf bestritt er 2010 bei der Seniorenweltmeisterschaft in Antalya und belegte dabei den 2. Platz.
Ercan Demir arbeitete zwischen 2015 und 2018 eng mit dem Sportredakteur Julien Wolff zusammen. Dieser trainierte zunächst für eine Artikelserie ein gutes halbes Jahr intensiv in seinem Fitnessstudio. Anschließend bereitete er Wolff für die Teilnahme an der 14. Deutschen Meisterschaft der German Natural Bodybuilding & Fitness Federation (GNBF) 2017 in Siegen vor, wo dieser in der Klasse „Mr. Physique über 22 Jahre, über 178,1 Zentimeter“ den 8. Platz belegte. Als nächstes gemeinsames Projekt von Demir und Wolff folgte das Trainingsbuch Natürlich fit und schlank (2018/2019).

## Verfilmung
Seine Lebensgeschichte wurde 2012 unter dem Titel Pumping Ercan verfilmt und wird auf DVD vertrieben; die Filmpremiere wurde auf dem DOK.fest München im Kino und im Bayerischen Fernsehen ausgestrahlt.

## Titel
- 1988: Bayerischer Juniorenmeister
- 1989: Münchner Stadtmeister Amateure
- 1990: Süddeutscher Meister Amateure
- 1992: Bayerischer Meister Amateure
- 1993: Türkischer Meister aller Klassen
- 1994: Mittelmeermeister Schwergewicht, Türkischer Meister aller Klassen
- 1995: Mittelmeermeister Schwergewicht, Türkischer Meister aller Klassen
- 1995: Europameister Schwergewicht
- 1996: Vizeweltmeister (Amman, Jordanien), Türkischer Meister aller Klassen
- 1997: Türkischer Meister aller Klassen
- 1999: Türkischer Meister aller Klassen
- 2010: Vizeweltmeister Senioren über 90 kg (Antalya, Türkei)

## Daten
- Größe: 170 cm
- Gewicht: 123 kg